# Bükk
Bükk-bjergene (ungarsk: [ˈbykː]) er en del af de nordungarske bjerge i de indre vestlige Karpater. En stor del af området er omfattet af Bükk Nationalpark.

## Geografi
Selvom Kékes, det højeste punkt i Ungarn, ikke er her, men i de nærliggende Mátra bjerge, overstiger gennemsnitshøjden af Bükk-bjergene – med mere end 20 toppe højere end 900 m – Mátras. Bükks højeste punkt er Kettős bérc (961 moh. tredje højeste hovedtop i Ungarn efter Kékes og Galyatető .
Der er 1.115  kendte grotter i bjergkæden, herunder Bányász-barlang (Minearbejdergrotte, 274 m) og István-lápa (254 m), de dybeste grotter i Ungarn, den arkæologisk vigtige Szeleta-grotte, Badegrotten (enhovedattraktion i Miskolc-Tapolca ), Anna-grotten og István-grotten. 52 af hulerne er beskyttet på grund af deres fauna og mikroklima.
Bjergkæden er også berømt for sine skifaciliteter omkring Bánkút. Der er en række vedligeholdte skiløjper udstyret med flere J-bar lifte. De lange traditioner for skiløb – på både konkurrence- og fritidsniveau – i Bükk er fremmet af lokale entusiaster, der udgør "Bánkút Ski Club", også ansvarlig for driften og udviklingen af et af de største alpine skicentre i Ungarn.